# 沃尔基尔河谷

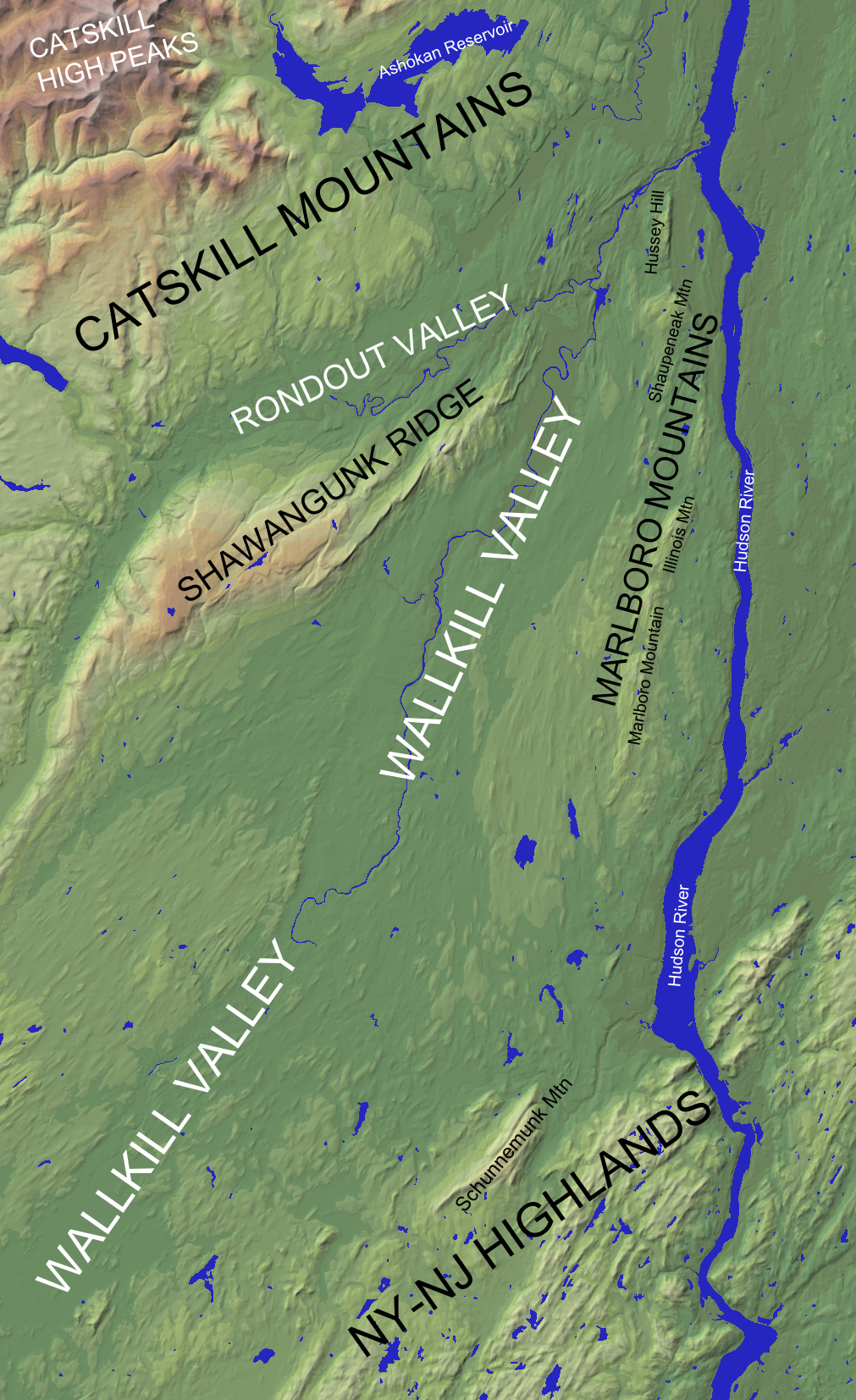
沃尔基尔河谷北部地區的陰影地形圖

沃尔基尔河谷（英語：Wallkill Valley）是延伸穿過纽约州東南部和新泽西州西北部的寬闊山谷。沃尔基尔河谷由沃尔基尔河周圍連綿起伏的丘陵、平原和沼澤（包括黑土地区）组成。該山谷是較大的的哈德遜河谷的一个細分部分，沃尔基尔河谷西边是雄格姆嶺和基塔丁尼山脉，東邊是马尔伯勒山脉和纽约-新泽西高地。沃尔基尔河谷北部有時與大卡茨基尔地區聯繫在一起，尽管它在地理上被雄格姆嶺和朗道特河谷与卡茨基尔山脉隔开。从更广泛的意义上来说，沃尔基尔河谷是阿巴拉契亚山脉岭谷地貌的一部分，而北部和西部的卡茨基尔山脉则是阿巴拉契亚高原的一部分。